# Größter Name

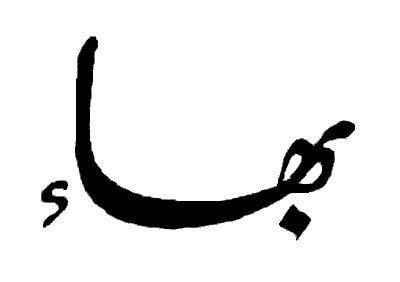
Kalligraphie des Wortes Baha

Kalligraphie des Wortes Ya Baha’u’l-Abha

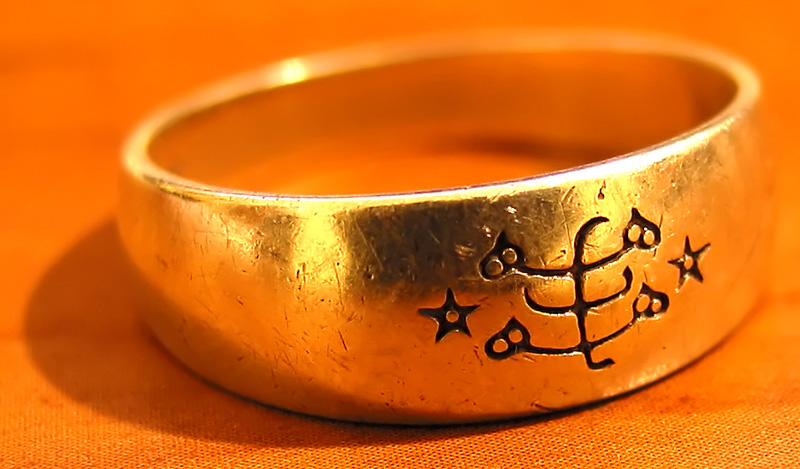
Ein Goldring mit der Ringsymbol-Kalligraphie aus den beiden arabischen Buchstaben Ba und Ha.

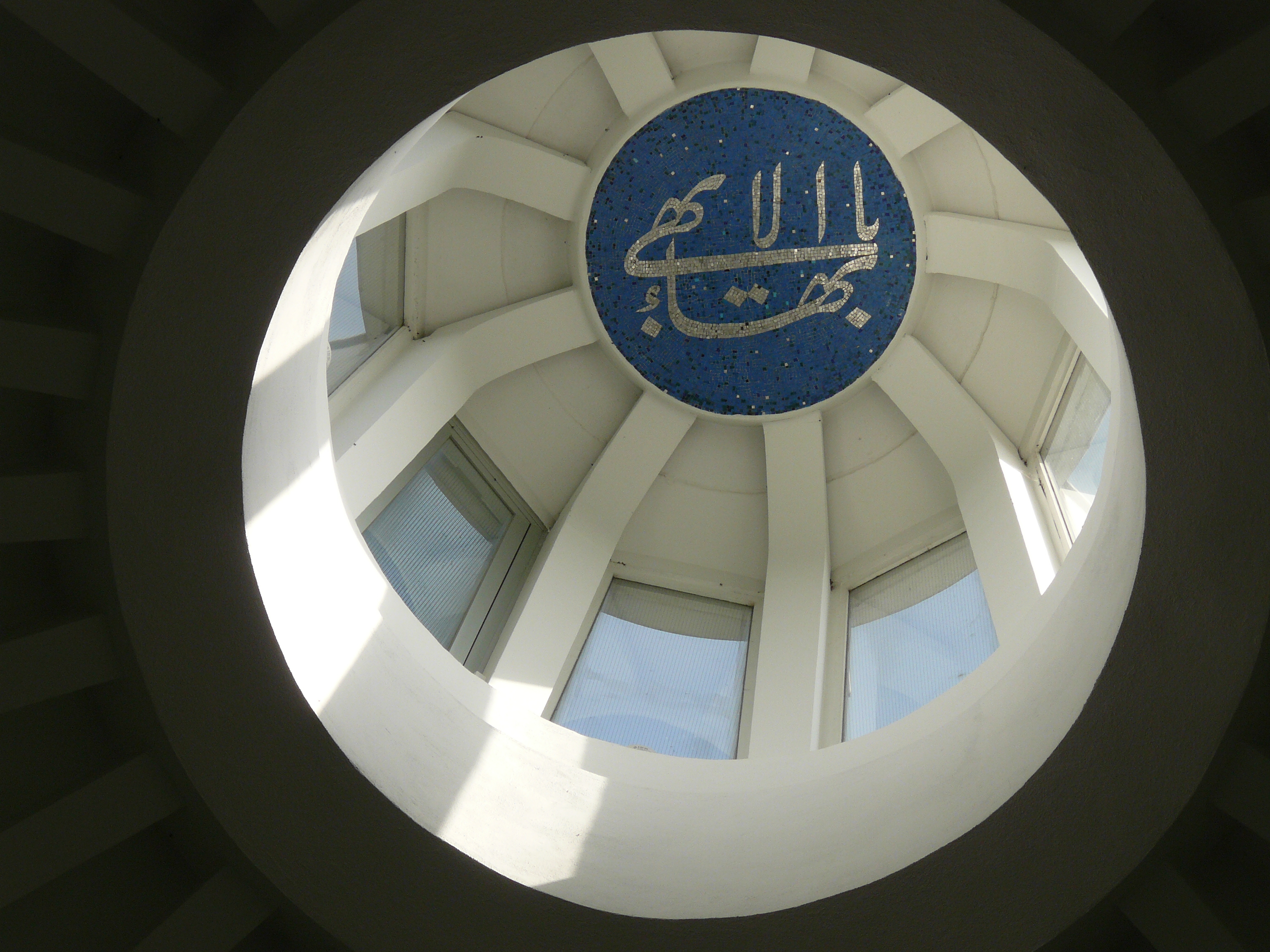
Kalligraphie in der Kuppel des Hauses der Andacht Langenhain

Als Größter Name (Bahai-Transkription ism-i-a‘ẓam) wird im Bahaitum der zentrale Name Gottes Baha (arabisch بهاء bahā', DMG bahāʾ ‚Herrlichkeit, Anmut, Glanz, Schönheit‘, Bahai-Transkription Bahá) bezeichnet. Die Vorstellung eines größten Namens beruht auf der muslimischen Tradition der 99 schönsten Namen Gottes, nach der es noch einen hundertsten Namen Gottes gibt, welcher der Menschheit nicht bekannt ist. Dieser Name ist für Bahai „Baha“, wobei er in verschiedenen Ausprägungen verwendet wird. Darüber hinaus gibt es auch Verbindungen zu anderen religiösen Traditionen.
Der Titel des Religionsstifters Baha’u’llah (arabisch بهاءالله bahā' allāh, DMG bahāʾ allāh, Bahai-Transkription Bahá’u’lláh) bedeutet „Herrlichkeit Gottes“. Die Anhänger des Bahaitums nennen sich Bahai (arabisch بهائي bahāʾī, DMG bahāʾī, Bahai-Transkription Bahá’í), was „Anhänger der Herrlichkeit (Gottes)“ bedeutet.
Im religiösen Leben der Bahai spielt der größte Name eine wichtige Rolle. So soll jeder Bahai den größten Namen in der Form Allah-u-Abha (arabisch الله أبهى allāh abhā, DMG allāh abhā ‚Gott ist der Allherrliche‘, Bahai-Transkription Alláh-u-Abhá) 95 mal am Tag rezitieren. Diese Form des größten Namens wird auch oft als Gruß unter Bahai benutzt. Kalligraphien des größten Namens enthalten meist Ya Baha’u’l-Abha (arabisch يا بهاء الأبهى yā bahā' al-abhā, DMG yā bahāʾ al-abhā ‚O Herrlichkeit des Allherrlichen‘, Bahai-Transkription Yá Bahá’u’l-Abhá) als Form des größten Namens. Eine andere weit verbreitete Kalligraphie des größten Namens ist das Ringsymbol, welches aus den beiden arabischen Buchstaben Bā' und Hā' besteht.
Da der größte Name als heilig gilt, soll er würdevoll behandelt werden. So wird z. B. von Aufklebern, Ansteckern oder Grabsteinen, welche den größten Namen verwenden, abgeraten. Schmuck mit dem größten Namen gilt jedoch als angemessen und ist verbreitet.
Baha hat einen Abdschad-Zahlenwert von neun, eine Zahl, welche in der Numerologie des Bahaitums eine zentrale und große Rolle spielt.